# Hans Roßbach (General)

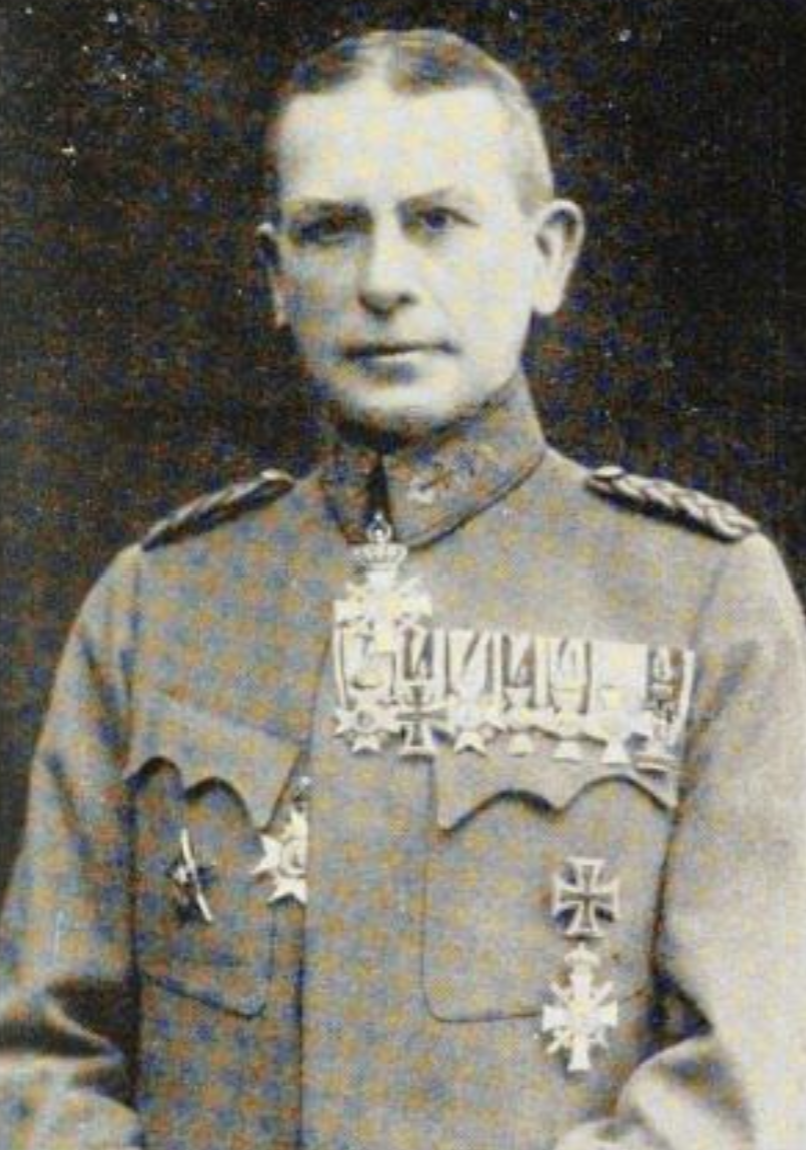
Hans Roßbach in Militäruniform

Hans Heinrich Roßbach (* 8. Mai 1865 in Leipzig; † Juli 1943 in Dresden) war ein sächsischer Generalmajor, sowie Stahlhelmführer von Ostsachsen.

## Leben

### Militärkarriere
Roßbach trat als Avantageur in die sächsische Armee ein und wurde am 21. Mai 1884 zum Fähnrich im Carabinier-Regiment ernannt, woraufhin am 18. September 1885 seine Beförderung zum Leutnant erfolgte. 1891 wurde er zur preußischen Kriegsakademie in Berlin abkommandiert, wobei er am 24. Juli 1892 den Charakter eines Oberleutnants erhielt und 1894 wieder zurückkehrte. Er wurde am 12. September 1896 zum Rittmeister ohne Patent ernannt und diente im Ulanen-Regiment Nr. 17 unter gleichzeitiger Kommandierung als Adjutant bei der 1. Kavallerie-Brigade Nr. 23. Nachdem er am 21. August 1898 das Patent zum Rittmeister erhielt, wurde er mit der Wahrnehmung der Geschäfte als Vorstand der Militär-Abteilung bei der tierärztlichen Hochschule und Lehrschmiede zu Dresden beauftragt. 1900 wurde er dann als Eskadronchef der 4. Eskadron in das Ulanen-Regiment Nr. 18 in Leipzig versetzt. 1903 wurde er unter Umbenennung seines Rang in den eines Hauptmanns in das sächsische Kriegsministerium bei der II. Armee-Verwaltungs-Abteilung versetzt. Er wurde am 21. September 1907 zum Major befördert und zum Stabe des 1. Husaren-Regiments „König Albert“ Nr. 18 in Großenhain versetzt. 1910 wurde er mit der Führung des 3. Ulanen-Regiment Nr. 21 „Kaiser Wilhelm II., König von Preußen“ beauftragt und dann nach Beförderung zum Oberstleutnant im Jahre 1913 zum Regimentskommandeur ernannt. Im März 1914 wurde er in Genehmigung seines Abschiedsgesuches zur Disposition gestellt.
Nach Ausbruch des Ersten Weltkrieges wurde er reaktiviert und zum Chef des Stabes des stellvertretenden Generalkommando des XII. (I. Königlich Sächsisches) Armee-Korps ernannt. In dieser Eigenschaft diente er bis Mitte September 1916. Er wurde nach Beförderung zum Oberst im Jahre 1916 dann ab August desselben Jahres als Kommandeur des Landwehr-Infanterie-Regiments Nr. 106 an der Westfront verwendet. Ab Dezember 1916 bis zum April 1917 führte er dann das Reserve-Infanterie-Regiment Nr. 104. Nachfolgend übernahm er die 408.-Infanterie-Brigade, welche bis Januar 1919 in Rumänien eingesetzt wurde. Roßbach konnte sich in dieser Eigenschaft als Brigadekommandeur bei den Kämpfen bei Putna und Susita deutlich auszeichnen, weshalb er am 2. Dezember 1917 mit dem Ritterkreuz des Militär-St.-Heinrichs-Ordens ausgezeichnet wurde. Er schied 1920 aus dem Heere aus. In der Nachkriegszeit erreichte er bis 1928 die Position des Gauführers von Ostsachsen des Stahlhelms und trat in dieser Eigenschaft auch auf öffentlichen Veranstaltungen auf. Auch war er bei der Reichstagswahl 1928 auf Platz 8 der Wahlvorschlagsliste der DNVP für den Wahlkreis Ostsachsen. Er nahm 1935 als Vertreter des Reichsbund Deutscher Offiziere am Bismarck-Kommers in Dresden teil.